# ウインテンダネス
ウインテンダネス（欧字名:Win Tenderness、2013年3月7日 - ）は、日本の競走馬。主な勝ち鞍に2018年の目黒記念。
馬名の由来は、冠名＋「優しさ、親切心（英）」。

## 経歴

### 出生前
母のモエレメルシーはホッカイドウ競馬、兵庫県競馬にて、3年間で24戦3勝という成績を残して引退し、引退後は繁殖牝馬となった。繁殖生活初年度はサウスヴィグラスを配合相手に選択したが、競走馬とはならなかった。2年目はワイルドラッシュ、3年目はグラスワンダーが種付けされ、後に2頭とも競走馬として（サウスゴビ、カネトシグランド）デビューを果たしている。アサヒ牧場の代表は、これまでモエレメルシーが生産した仔たちは骨がしっかりとしていると印象を持ち、瞬発力が獲得できるような種牡馬を配合する必要があると考えていた。このことから、4年目の種付け相手として2009年の天皇賞（秋）、マイルチャンピオンシップを勝利したカンパニーが選ばれた。

### 幼駒時代
1986年の新春4歳牝馬ステークス（OP）を勝利したチユウオーサリーなどを生産した北海道新冠町のアサヒ牧場に、2013年3月7日に生まれる。良い体型で、動きに弾力があり、人間に悪さをするような性格ではなかったこと、さらに怪我、病気をせず順調にアサヒファームで育成されたことから、牧場内では高評価、期待を受けたという。その後、10月7日に行われたオータムセールの当歳部門に上場。しかし、買い手がつかず売れ残り、「主取」となった。1歳となった2014年、8月26日に行われたサマーセールの1歳セリに再び上場され、345万6000円でコスモヴューファームによって落札、購買された。
その後、コスモヴューファームにて調教・育成が進む中、株式会社ウインの所有馬となり、愛馬会法人ウインレーシングクラブにて一口当たり2万7500円の全400口、総額1100万円という条件で募集される。募集時のパンフレットには「体型、骨格共に障害レース向き」「平地（レース）では距離の長い芝が合う」「平地に限界を感じた場合は障害レースへの切り替える」「（障害飛越のセンス次第で）障害競走の重賞の常連になるのでは」と宣伝されている。出資者によって「ウインテンダネス（Win Tenderness）」と名付けられ、栗東トレーニングセンター所属の日吉正和調教師の下に預けられる。

### 競走馬時代

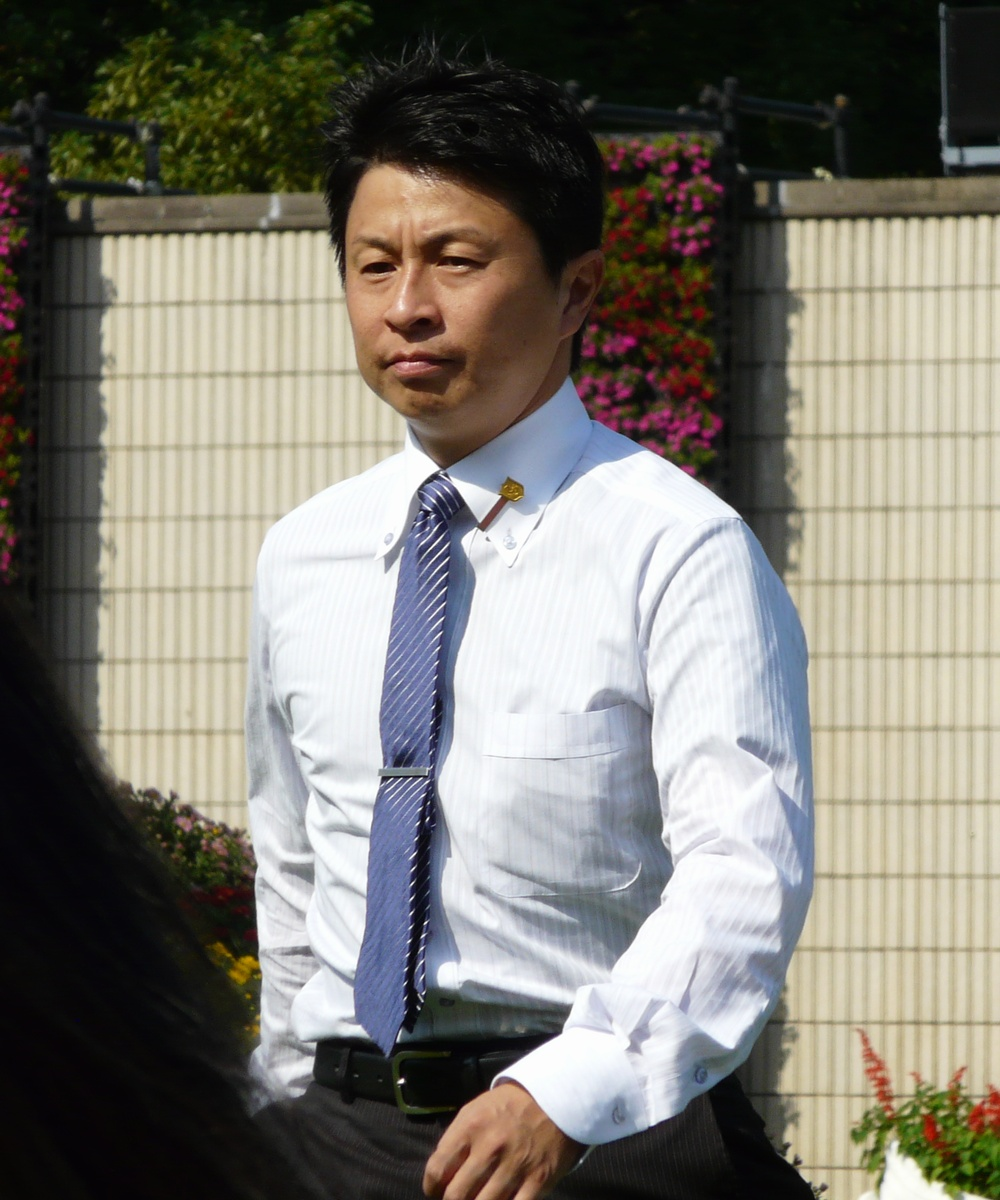
日吉正和

2015年7月19日、中京競馬場の新馬戦（芝2000メートル）に松山弘平が騎乗し、デビュー。単勝オッズ123.5倍の11番人気の支持で出走。レースでは、後に2017年の東京新聞杯（GIII）を勝利するブラックスピネルが優勝し、1.7秒離された9着に敗れた。未勝利戦に5着、4着と着順掲示板内を2回確保したのち、福島競馬場の未勝利戦（芝2000メートル）で加藤祥太を背に勝利、4戦目で初勝利を挙げた。続いて、京都2歳ステークス（GIII）で重賞に初めて出走し11着。その後、500万円以下に出走するものの、しばらく勝利することができなかった。
2016年5月8日、管理していた日吉調教師が京都競馬場のパドックに至る通路にて、ほかの馬に蹴られる事故が発生。それにより、日吉は療養を強いられることとなった。しかし、日吉は調教師勇退を決断し、10月20日付で日吉正和厩舎は解散することとなった。そのため、2年後に厩舎を開業する予定であった杉山晴紀が前倒しで急遽、旧日吉厩舎のスタッフを引き継いで翌21日に厩舎を開業。テンダネスを含む旧日吉厩舎の馬は、ほとんど杉山厩舎に引き継がれた。

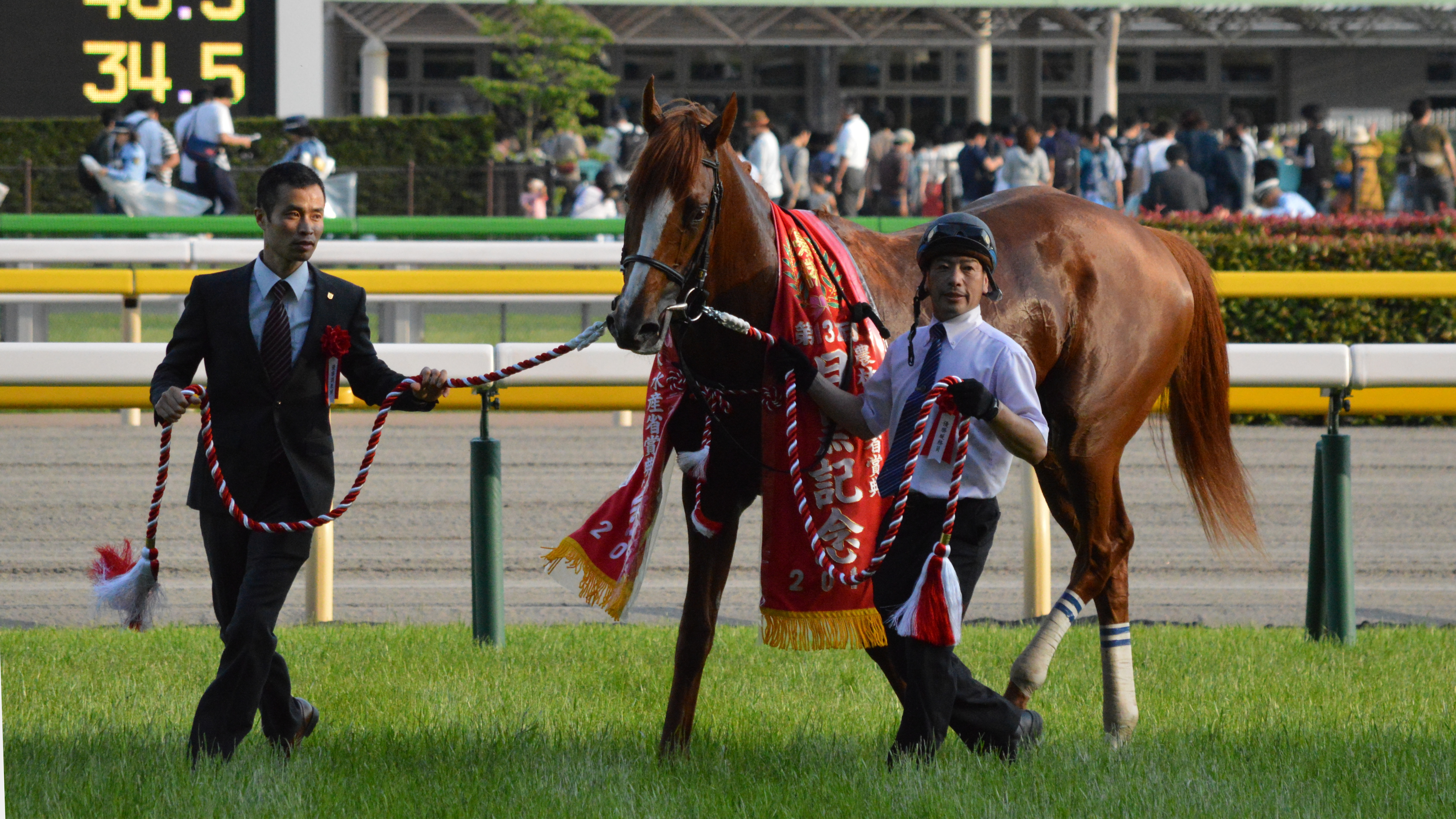
ウインテンダネスと杉山晴紀（左)

前回の勝利から約1年後の11月12日、転厩後2戦目の福島競馬場の三春駒特別（芝2000メートル、500万円以下）にて、菱田裕二が騎乗し出走。最後の直線で馬場の外側から差し切りを決めて2勝目を挙げた。1000万円以下への昇級初戦で2着に入るなど善戦。しかし勝利を挙げられず、再び500万円以下に降級。前回の勝利から約11か月後の2017年10月22日、新潟競馬場の浦佐特別（芝2000メートル）に、再び菱田を鞍上に勝利、3勝目を挙げ、1000万円以下へ再昇級を果たした。1000万円以下では惨敗が続いていたが、2018年3月18日、昇級後4戦目の小牧特別（芝2000メートル）で単勝8番人気の評価ながら勝利し、1600万円以下に昇級した。5月12日、昇級後2戦目の緑風ステークス（芝2400メートル）で内田博幸を背に逃げ切りが決まって勝利、5歳春、通算28戦を要して、オープンクラスに昇級した。
5月27日、2歳時以来となる重賞、目黒記念（GII）に内田が続投し出走。前走日経新春杯（GII）で重賞制覇を果たしたパフォーマプロミス、福島重賞2勝のゼーヴィント、前年優勝馬で連覇を狙うフェイムゲームらが出走する中、単勝オッズ17.7倍の9番人気に支持された。レースでは、前走逃げの手に出たことから、内田の腕がしびれるほど引っかかったという。しかし馬群の中団、内側に位置取って折り合い、好位で最後の直線を迎えた。先頭で逃げ切りを図るヴォージュをめぐって、内からノーブルマーズ、外からポポカテペトルやパフォーマプロミスと進出を目論む3頭が馬群を形成して競り合う中、ゴール寸前で馬群の後方から内外の3頭の間を抜け出し差を広げ、2位入線のノーブルマーズに4分の3馬身離して勝利、連勝で重賞初制覇を果たした。これにより、カンパニー産駒として初めてのJRA重賞制覇、杉山調教師も開業3年目にして重賞初制覇を達成した。加えて生産したアサヒ牧場は、開場35年目、3代かけてようやく重賞勝ち馬が誕生した。
11月4日、ジャパンカップ（第38回ジャパンカップ）でGIに初めて出走。同年の牝馬三冠を達成したアーモンドアイ、スワ―ヴリチャード、サトノダイヤモンドなどGI優勝経験馬6頭が出走する中、単勝オッズ89.3倍の10番人気に推されて出走した。アーモンドアイが2分20秒6という芝2400メートルの世界レコードで優勝する中、それに遅れること1.7秒、2005年以降アルカセットが保持していた従来の日本レコードに、0.2秒迫った2分22秒3という好タイムで入線したが、8着に敗れた。
その後、2000メートル以上の重賞に参戦するも上位となることができなかった。2019年11月24日、ジャパンカップ（第39回ジャパンカップ、GI）に2年連続で出走を果たしたものの、優勝のスワ―ヴリチャードから3.0秒離された12着に敗退した。

#### 障害転向
7歳となった2020年の2月22日、ダイヤモンドステークス（GIII）にて、優勝したミライヘノツバサに2.8秒離された10着敗退を最後に、平地競走に見切りをつけて障害競走に転向。3月29日、阪神競馬場の障害4歳以上未勝利戦に佐久間寛志を鞍上に障害競走デビューを果たした。初出走ながら単勝オッズ2.8倍の1番人気に推されたが、6着に敗れた。
続いて、夏の第3回新潟競馬場開催（8月 - 9月）の障害競走に向けて、栗東トレーニングセンターに入厩し調整が進められていた。しかし、7月25日朝、坂路での調整中に騎乗者を振り落として坂路を遁走、厩舎地区まで走り回り転倒。転倒により右前脚の繋靭帯不全断裂を発症し、競走能力喪失と診断され競走馬引退が決まり、2020年8月5日付でJRAの競走馬登録を抹消した。

### 引退後
引退後は生まれ故郷の北海道新冠郡新冠町のアサヒ牧場にて種牡馬となる予定であったが、それは叶わず、青森県の青森乗馬クラブで一度乗馬となった。
その後2024年に種牡馬登録、青森県青森市の青森ホースファームにて供用されることが決定した。
繋養先のアカウントとは別にTwitterにてアカウントを開設しており、近況が更新されている。

## 競走成績
以下は、netkeiba.comの情報に基づく。
| 競走日     | 競馬場 | 競走名               | 格       | 距離 （馬場） | 頭 数 | 枠 番 | 馬 番 | オッズ （人気） | 着順 | タイム （上り3F） | 着差 | 騎手        | 斤量 [kg] | 1着馬（2着馬）         | 馬体重 [kg] |
| ---------- | ------ | -------------------- | -------- | ------------- | ----- | ----- | ----- | --------------- | ---- | ----------------- | ---- | ----------- | --------- | ---------------------- | ----------- |
| 2015.07.19 | 中京   | 2歳新馬              |          | 芝2000m（稍） | 11    | 1     | 1     | 123.5（11人）   | 09着 | R2:10.8（36.1）   | -1.7 | 0松山弘平   | 54        | ブラックスピネル       | 466         |
| 0000.08.15 | 小倉   | 2歳未勝利            |          | 芝1800m（良） | 9     | 2     | 2     | 062.30（7人）   | 05着 | R1:50.2（36.5）   | -1.4 | 0鮫島克駿   | 51        | アグネスフェアリー     | 472         |
| 0000.10.11 | 京都   | 2歳未勝利            |          | 芝2000m（良） | 8     | 3     | 3     | 049.30（7人）   | 04着 | R2:03.1（35.5）   | -0.8 | 0加藤祥太   | 52        | エキドナ               | 472         |
| 0000.11.07 | 福島   | 2歳未勝利            |          | 芝2000m（良） | 13    | 2     | 2     | 018.50（7人）   | 01着 | R2:01.7（37.7）   | -0.3 | 0加藤祥太   | 52        | （レーヌドコロール）   | 476         |
| 0000.11.28 | 京都   | 京都2歳S             | GIII     | 芝2000m（良） | 12    | 6     | 8     | 192.5（11人）   | 11着 | R2:02.8（35.2）   | -1.5 | 0加藤祥太   | 55        | ドレッドノータス       | 488         |
| 2016.01.30 | 京都   | 梅花賞               | 500万下  | 芝2400m（重） | 11    | 6     | 7     | 093.20（9人）   | 09着 | R2:32.4（38.2）   | -2.5 | 0国分恭介   | 56        | アドマイヤダイオウ     | 470         |
| 0000.02.21 | 京都   | つばき賞             | 500万下  | 芝1800m（稍） | 9     | 8     | 9     | 074.00（6人）   | 06着 | R1:53.8（36.6）   | -1.4 | 0高倉稜     | 56        | ナムラシングン         | 470         |
| 0000.03.12 | 中京   | フローラルウォーク賞 | 500万下  | 芝1600m（良） | 10    | 1     | 1     | 139.50（9人）   | 08着 | R1:37.5（35.5）   | -1.0 | 0松若風馬   | 56        | アストラエンブレム     | 470         |
| 0000.04.02 | 中山   | 山吹賞               | 500万下  | 芝2200m（良） | 9     | 2     | 2     | 219.00（9人）   | 07着 | R2:16.9（34.7）   | -0.8 | 0柴田大知   | 56        | ミライヘノツバサ       | 472         |
| 0000.04.16 | 中山   | 山藤賞               | 500万下  | 芝2000m（良） | 10    | 1     | 1     | 049.90（8人）   | 03着 | R2:01.7（34.4）   | -0.6 | 0柴田大知   | 56        | ゼーヴィント           | 474         |
| 0000.05.14 | 東京   | 夏木立賞             | 500万下  | 芝2000m（良） | 8     | 2     | 2     | 020.20（6人）   | 02着 | R2:00.0（34.6）   | -0.2 | 0柴田大知   | 56        | マサノヒロイン         | 478         |
| 0000.05.29 | 京都   | 3歳500万下           |          | 芝2000m（良） | 11    | 7     | 9     | 007.30（3人）   | 06着 | R2:00.7（35.0）   | -0.6 | 0高倉稜     | 56        | メイショウタチマチ     | 478         |
| 0000.10.02 | 阪神   | 3歳上500万下         |          | 芝1800m（稍） | 18    | 1     | 1     | 023.20（8人）   | 16着 | R1:48.2（36.0）   | -1.4 | 0高倉稜     | 55        | クィーンチャーム       | 484         |
| 0000.10.23 | 新潟   | 浦佐特別             | 500万下  | 芝2000m（良） | 11    | 6     | 7     | 019.70（6人）   | 03着 | R2:02.6（33.9）   | -0.8 | 0菱田裕二   | 55        | ヤマニンエルフィン     | 498         |
| 0000.11.12 | 福島   | 三春駒特別           | 500万下  | 芝2000m（稍） | 14    | 5     | 7     | 008.40（4人）   | 01着 | R2:03.1（35.7）   | -0.0 | 0菱田裕二   | 55        | （エフティスパークル） | 498         |
| 0000.12.11 | 中京   | 名古屋日刊スポーツ杯 | 1000万下 | 芝2000m（良） | 9     | 7     | 7     | 013.30（4人）   | 02着 | R2:02.0（35.2）   | -0.1 | 0菱田裕二   | 56        | タイセイサミット       | 498         |
| 2017.03.20 | 中京   | 小牧特別             | 1000万下 | 芝2000m（良） | 17    | 5     | 10    | 005.90（2人）   | 07着 | R2:02.4（34.9）   | -0.6 | 0松山弘平   | 56        | キンショーユキヒメ     | 492         |
| 0000.04.16 | 中山   | 鹿野山特別           | 1000万下 | 芝2000m（良） | 10    | 6     | 6     | 013.00（5人）   | 07着 | R2:00.0（34.8）   | -1.3 | 0柴田大知   | 57        | テオドール             | 498         |
| 0000.05.07 | 東京   | 4歳上1000万下        |          | 芝2000m（良） | 10    | 4     | 4     | 013.40（5人）   | 02着 | R2:01.9（32.9）   | -0.0 | 0内田博幸   | 57        | カラビナ               | 498         |
| 0000.05.28 | 東京   | 青嵐賞               | 1000万下 | 芝2400m（良） | 16    | 3     | 6     | 013.50（7人）   | 05着 | R2:24.8（35.0）   | -1.0 | 0松岡正海   | 57        | ルックトゥワイス       | 498         |
| 0000.09.18 | 阪神   | 甲武特別             | 500万下  | 芝2400m（稍） | 10    | 7     | 8     | 007.10（5人）   | 05着 | R2:29.1（34.3）   | -0.4 | 0菱田裕二   | 57        | チェスナットコート     | 492         |
| 0000.10.22 | 新潟   | 浦佐特別             | 500万下  | 芝2000m（重） | 10    | 8     | 9     | 004.60（2人）   | 01着 | R2:01.8（34.1）   | -0.1 | 0菱田裕二   | 57        | （ジュニエーブル）     | 500         |
| 0000.11.19 | 東京   | 3歳上1000万下        |          | 芝2000m（良） | 13    | 5     | 6     | 004.50（3人）   | 09着 | R2:04.1（33.2）   | -0.7 | 0柴田大知   | 57        | カレンラストショー     | 500         |
| 0000.12.10 | 中京   | 名古屋日刊スポーツ杯 | 1000万下 | 芝2000m（良） | 13    | 7     | 11    | 009.60（4人）   | 06着 | R2:02.0（35.0）   | -0.3 | 0菱田裕二   | 57        | グラットシエル         | 500         |
| 2018.02.03 | 東京   | 箱根特別             | 1000万下 | 芝2400m（稍） | 16    | 3     | 5     | 029.60（8人）   | 10着 | R2:27.9（35.5）   | -0.9 | 0菱田裕二   | 55        | コルコバード           | 502         |
| 0000.03.18 | 中京   | 小牧特別             | 1000万下 | 芝2000m（良） | 10    | 1     | 1     | 021.90（8人）   | 01着 | R2:01.3（34.9）   | -0.0 | 0松若風馬   | 57        | （マテンロウゴースト） | 502         |
| 0000.04.21 | 東京   | 府中S                | 1600万下 | 芝2000m（良） | 12    | 5     | 5     | 018.60（6人）   | 06着 | R1:59.0（33.4）   | -0.2 | 0内田博幸   | 57        | グリュイエール         | 502         |
| 0000.05.12 | 東京   | 緑風S                | 1600万下 | 芝2400m（良） | 13    | 4     | 4     | 015.10（4人）   | 01着 | R2:22.9（34.7）   | -0.3 | 0内田博幸   | 54        | （ルックトゥワイス）   | 502         |
| 0000.05.27 | 東京   | 目黒記念             | GII      | 芝2500m（良） | 16    | 2     | 3     | 017.70（9人）   | 01着 | R2:29.7（34.1）   | -0.1 | 0内田博幸   | 54        | （ノーブルマーズ）     | 502         |
| 0000.10.08 | 京都   | 京都大賞典           | GII      | 芝2400m（良） | 11    | 8     | 11    | 014.20（5人）   | 06着 | R2:26.4（36.1）   | -1.0 | 0菱田裕二   | 57        | サトノダイヤモンド     | 504         |
| 0000.11.04 | 東京   | アルゼンチン共和国杯 | GII      | 芝2500m（良） | 12    | 7     | 10    | 008.20（4人）   | 04着 | R2:34.0（33.6）   | -0.3 | 0松岡正海   | 56        | パフォーマプロミス     | 504         |
| 0000.11.25 | 東京   | ジャパンC            | GI       | 芝2400m（良） | 14    | 8     | 14    | 089.3（10人）   | 08着 | R2:22.3（35.3）   | -1.7 | 0内田博幸   | 57        | アーモンドアイ         | 506         |
| 2019.01.13 | 京都   | 日経新春杯           | GII      | 芝2400m（良） | 16    | 4     | 8     | 017.60（7人）   | 11着 | R2:28.5（38.9）   | -2.3 | 0内田博幸   | 56        | グローリーヴェイズ     | 512         |
| 0000.05.26 | 東京   | 目黒記念             | GII      | 芝2500m（良） | 13    | 1     | 1     | 021.30（8人）   | 06着 | R2:28.9（35.4）   | -0.7 | 0内田博幸   | 56        | ルックトゥワイス       | 506         |
| 0000.07.07 | 福島   | 七夕賞               | GIII     | 芝2000m（稍） | 16    | 7     | 13    | 015.80（9人）   | 09着 | R2:00.8（37.6）   | -1.2 | 0柴田大知   | 56        | ミッキースワロー       | 510         |
| 0000.10.06 | 京都   | 京都大賞典           | GII      | 芝2400m（良） | 17    | 8     | 17    | 345.6（17人）   |      | 競走中止          |      | 0菱田裕二   | 56        | ドレッドノータス       | 508         |
| 0000.11.03 | 東京   | アルゼンチン共和国杯 | GII      | 芝2500m（良） | 13    | 8     | 13    | 073.3（12人）   | 10着 | R2:32.3（34.6）   | -0.8 | 0内田博幸   | 56        | ムイトオブリガード     | 516         |
| 0000.11.24 | 東京   | ジャパンC            | GI       | 芝2400m（重） | 15    | 2     | 3     | 244.4（15人）   | 12着 | R2:28.9（39.5）   | -3.0 | 0田辺裕信   | 57        | スワーヴリチャード     | 514         |
| 2020.02.22 | 東京   | ダイヤモンドS        | GIII     | 芝3400m（良） | 16    | 1     | 2     | 147.0（14人）   | 10着 | R3:34.0（40.0）   | -2.8 | 0内田博幸   | 56        | ミライヘノツバサ       | 512         |
| 0000.03.29 | 阪神   | 障害4歳上未勝利      |          | ダ2970m（不） | 12    | 7     | 10    | 002.80（1人）   | 06着 | R3:24.4（13.8）   | -2.4 | 0佐久間寛志 | 60        | エジステンツァ         | 512         |

## 血統表
| ウインテンダネスの血統      | ウインテンダネスの血統                                                                      | ウインテンダネスの血統                                                                      | （血統表の出典）                                                                            | （血統表の出典）  |
| 父系                        | ゼダーン系                                                                                  | ゼダーン系                                                                                  | ゼダーン系                                                                                  |                   |
| 父 カンパニー 2001 鹿毛     | 父の父ミラクルアドマイヤ 1995 鹿毛                                                          | *トニービン                                                                                 | カンパラ                                                                                    | カンパラ          |
| 父 カンパニー 2001 鹿毛     | 父の父ミラクルアドマイヤ 1995 鹿毛                                                          | *トニービン                                                                                 | Severn Bridge                                                                               |                   |
| 父 カンパニー 2001 鹿毛     | 父の父ミラクルアドマイヤ 1995 鹿毛                                                          | *バレークイーン                                                                             | Sadler's Wells                                                                              | Sadler's Wells    |
| 父 カンパニー 2001 鹿毛     | 父の父ミラクルアドマイヤ 1995 鹿毛                                                          | *バレークイーン                                                                             | Sun Princess                                                                                |                   |
| 父 カンパニー 2001 鹿毛     | 父の母ブリリアントベリー 1990 栗毛                                                          | *ノーザンテースト                                                                           | Northern Dancer                                                                             | Northern Dancer   |
| 父 カンパニー 2001 鹿毛     | 父の母ブリリアントベリー 1990 栗毛                                                          | *ノーザンテースト                                                                           | Lady Victoria                                                                               |                   |
| 父 カンパニー 2001 鹿毛     | 父の母ブリリアントベリー 1990 栗毛                                                          | *クラフティワイフ                                                                           | Crafty Prospector                                                                           | Crafty Prospector |
| 父 カンパニー 2001 鹿毛     | 父の母ブリリアントベリー 1990 栗毛                                                          | *クラフティワイフ                                                                           | Wife Mistress                                                                               |                   |
| 母 モエレメルシー 2005 栗毛 | 母の父*マジックマイルズ Magic Miles 1985 黒鹿毛 アメリカ                                    | Mr. Prospector                                                                              | Raise a Native                                                                              | Raise a Native    |
| 母 モエレメルシー 2005 栗毛 | 母の父*マジックマイルズ Magic Miles 1985 黒鹿毛 アメリカ                                    | Mr. Prospector                                                                              | Gold Digger                                                                                 |                   |
| 母 モエレメルシー 2005 栗毛 | 母の父*マジックマイルズ Magic Miles 1985 黒鹿毛 アメリカ                                    | Marimbula                                                                                   | Balconaje                                                                                   | Balconaje         |
| 母 モエレメルシー 2005 栗毛 | 母の父*マジックマイルズ Magic Miles 1985 黒鹿毛 アメリカ                                    | Marimbula                                                                                   | Maritza                                                                                     |                   |
| 母 モエレメルシー 2005 栗毛 | 母の母ブライトサンディー 1992 栗毛                                                          | *サンデーサイレンス                                                                         | Halo                                                                                        | Halo              |
| 母 モエレメルシー 2005 栗毛 | 母の母ブライトサンディー 1992 栗毛                                                          | *サンデーサイレンス                                                                         | Wishing Well                                                                                |                   |
| 母 モエレメルシー 2005 栗毛 | 母の母ブライトサンディー 1992 栗毛                                                          | *エンドイットダーリン                                                                       | Alydar                                                                                      | Alydar            |
| 母 モエレメルシー 2005 栗毛 | 母の母ブライトサンディー 1992 栗毛                                                          | *エンドイットダーリン                                                                       | Endicotta                                                                                   |                   |
| 母系(F-No.)                 | (FN:2-h)                                                                                    | (FN:2-h)                                                                                    | (FN:2-h)                                                                                    | [ § 2 ]           |
| 5代内の近親交配             | Mr.Prospector 5x3=15.63% Northern Dancer 5･4（父内）=9.38% Raise a Native 4･5（母内）=9.38% | Mr.Prospector 5x3=15.63% Northern Dancer 5･4（父内）=9.38% Raise a Native 4･5（母内）=9.38% | Mr.Prospector 5x3=15.63% Northern Dancer 5･4（父内）=9.38% Raise a Native 4･5（母内）=9.38% | [ § 3 ]           |
| 出典                        | 1. 2. 3.                                                                                    | 1. 2. 3.                                                                                    | 1. 2. 3.                                                                                    | 1. 2. 3.          |

- 母の父、マジックマイルズはアメリカで走り通算4戦0勝[62]だが、母がチリ・ダービー馬という血統[63]。産駒として、2003年の札幌2歳ステークス（GIII）優勝のモエレエスポワール[64]、1998年のエーデルワイス賞（統一GIII）優勝のアドマイヤゴールドがいる[65][66]。
- 母の母（2代母）ブライトサンディーは、1995年のサファイヤステークス（GIII）[67]、1996年の函館記念（GIII）の重賞2勝[68]。1995年のエリザベス女王杯2着（1着:サクラキャンドル、GI）という成績を残している[7][69][70]。